# Notarius
Notarius és un gènere de peixos de la família dels àrids i de l'ordre dels siluriformes.

## Morfologia
Tres parells de barbes sensorials al mentó i a ambdues mandíbules. La part superior del cap és granulada, aspra o amb crestes (però sense grànuls o espines diminutes en la part anterior) i coberta amb una pell prima. Placa òssia triangular i punxeguda per sobre de la base de l'aleta pectoral. Obertura branquial ampla, les membranes no es troben adherides al pit. Les dents de la part superior de la boca són punxegudes.

## Taxonomia
- Notarius ambrusteri (Bentacur-R. & Acero P., 2006)[2]
- Notarius biffi (Betancur & Acero, 2004)[3]
- Notarius bonillai (Miles, 1945)[4]
- Notarius grandicassis (Valenciennes, 1840)[5]
- Notarius kessleri (Steindachner, 1877)[6]
- Notarius lentiginosus (Eigenmann & Eigenmann, 1888)[7]
- Notarius neogranatensis (Acero P. & Betancur-R., 2002)[8]
- Notarius osculus (Jordan & Gilbert, 1883)[9]
- Notarius planiceps (Steindachner, 1877)[10]
- Notarius quadriscutis' (Valenciennes, 1840)[5]
- Notarius troschelii (Gill, 1863)[11][12][13][14][15][16]